# Gleipnir
En la mitología nórdica, Gleipnir es la ligadura irrompible con la que los Æsir lograron encadenar finalmente al lobo Fenrir. Fue fabricada por los enanos a petición de estos. Gleipnir era una cinta liviana, sedosa y fina que, sin embargo, nadie podría romper. 
Estaba fabricada con seis maravillosos ingredientes:
- el sonido de las pisadas de un gato
- la barba de una mujer
- las raíces de una montaña
- los tendones de un oso (se cree que hacía referencia a los nervios o la sensibilidad)
- el aliento de un pez
- la saliva de un pájaro.

Para poder apresar a Fenrir fue necesario engañarlo haciéndolo participar en una competición. Como el lobo no se fiaba de los dioses, exigió que alguno de ellos dejara la mano en su boca mientras durase el juego. Como ninguno se decidía a hacerlo, el dios Tyr acabó cediendo, por lo que terminó perdiendo su mano, al comprobar Fenrir el truco del juego y cerrando su boca en ella, cortándosela.
Gleipnir resistirá hasta el Ragnarök, en ese momento Fenrir se liberará de sus ataduras, matará a Odín y será asesinado por Vidar.